# Verrières (Vienne)
Verrières település Franciaországban, Vienne megyében. Lakosainak száma 930 fő (2022. január 1.). Verrières Bouresse, Civaux, Lhommaizé, Mazerolles és Saint-Laurent-de-Jourdes községekkel határos.

## Népesség
A település népessége az elmúlt években az alábbi módon változott:
| Lakosok száma | 970  | 1001 | 1036 | 1004 | 986  | 969  | 951  | 940  | 930  |
|               | 2013 | 2015 | 2016 | 2017 | 2018 | 2019 | 2020 | 2021 | 2022 |